# Heinrich von Hess
Heinrich Hermann Josef Freiherr von Hess, o von Heß (Vienna, 17 marzo 1788 – Vienna, 13 aprile 1870), è stato un generale austriaco dell'Austria imperiale, entrato nell'esercito nel 1805.

## Biografia
Nel 1805 entrò a far parte dell'esercito austriaco e da subito si distinse ancora come ufficiale subalterno nella battaglia di Aspern e nella battaglia di Wagram, oltre che nel 1813, come Capitano, quando servì nuovamente nel comando delle operazioni. Nel 1815, era sottoposto al principe Schwarzenberg. Tra le due guerre, ebbe l'incarico di commissionario militare in Piemonte, ed alla pace riprese il proprio ruolo, ottenendo conoscenze specifiche del territorio che successivamente lo renderanno fondamentale per l'esercito austriaco.
Nel 1831, quando Radetzky divenne Comandante in Capo dell'Armata d'Italia, egli prese Hess a capo del proprio stato maggiore. Qui iniziò il legame tra i due famosi soldati che, come con Blücher e Gneisenau, fu un classico esempio di cooperazione armoniosa tra comandanti e capi dello staff. Hess appoggiò apertamente le idee militari di Radetzky, facendo divenire l'Armata d'Italia, situata nel Nord della penisola, una delle migliori d'Europa. Dal 1834 al 1848 Hess venne impiegato in Moravia, a Vienna, ma allo scoppio della rivoluzione venne mantenuto da Radetzky stesso dal ruolo di capo del suo stato maggiore.
Nelle due campagne contro re Carlo Alberto che seguirono e che culminarono nella Battaglia di Novara, l'assistenza di Hess fu essenziale per la sua conoscenza del territorio. Nominato Luogotenente Feldmaresciallo, Hess fu promosso a Feldzeugmeister, nominato dal consiglio personale dell'Imperatore, e Signore di Hess assumendo nello stesso tempo i privilegi di Quartiermastro-Generale. L'anno successivo venne messo a capo dello stato maggiore personale dell'Imperatore.
Egli venne utilizzato in missioni presso le capitali degli altri stati, e fu di nuovo sul campo di battaglia nel 1854 a capo delle armate austriache che intervennero nella Guerra di Crimea. Nel 1859 venne inviato in Italia dove subì gli effetti delle successive, pesanti sconfitte. Divenuto Feldmaresciallo nel 1860, e successivamente, rassegnò le proprie dimissioni da capo dello stato maggiore, venendo nominato capo delle Guardie di Trabant. Dal 1861 entrò in politica venendo eletto nella Camera dei Signori austriaca e nel 1862 gli venne assegnato l'incarico di cancelliere dell'Ordine imperiale di Leopoldo.
Morì a Vienna nel 1870. Nel 1885, i suoi resti vennero traslati in una grandiosa tomba progettata per lui da Alexander Wielemans von Monteforte nel cimitero centrale di Vienna.

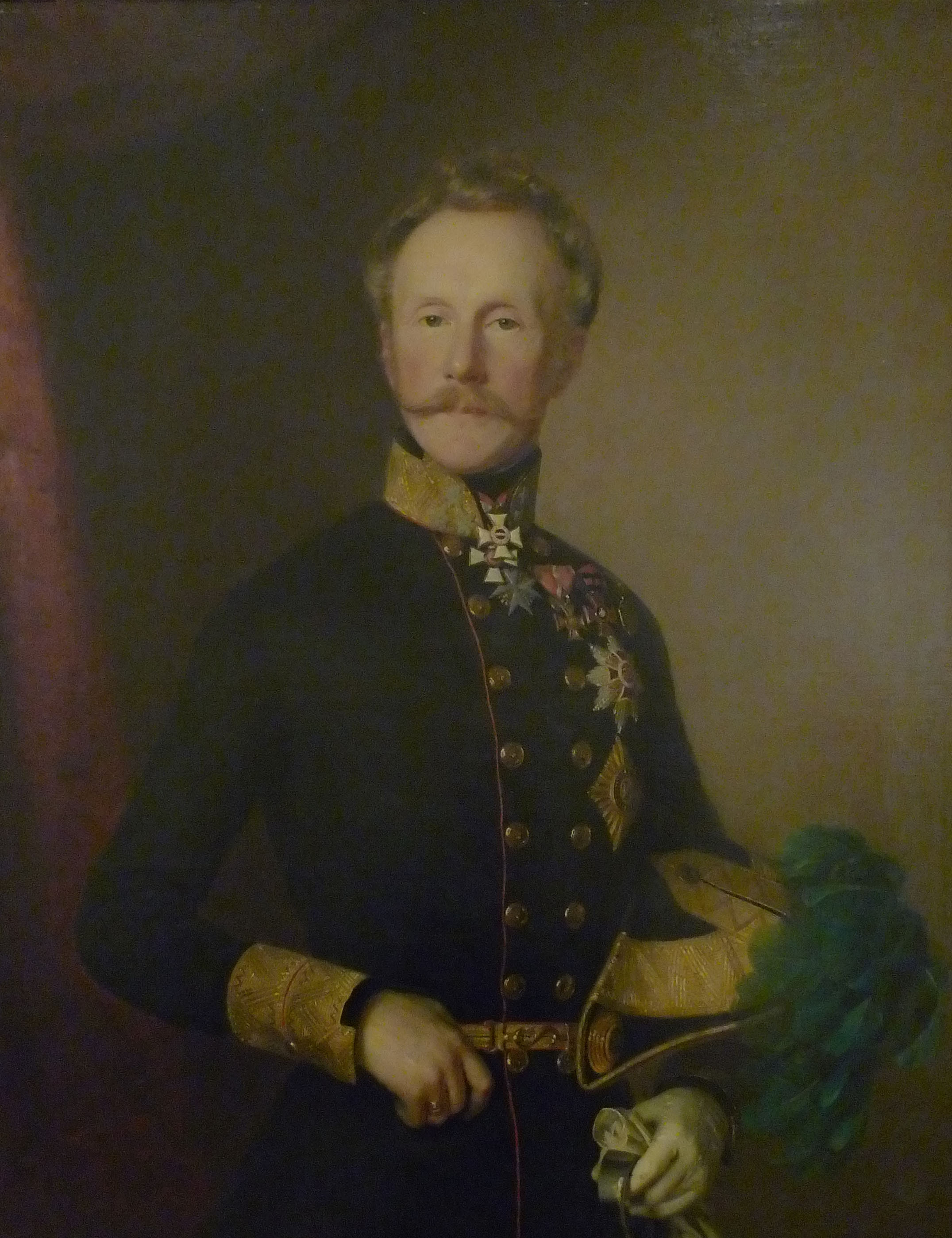
Ritratto del 1849, opera di Anton Einsle
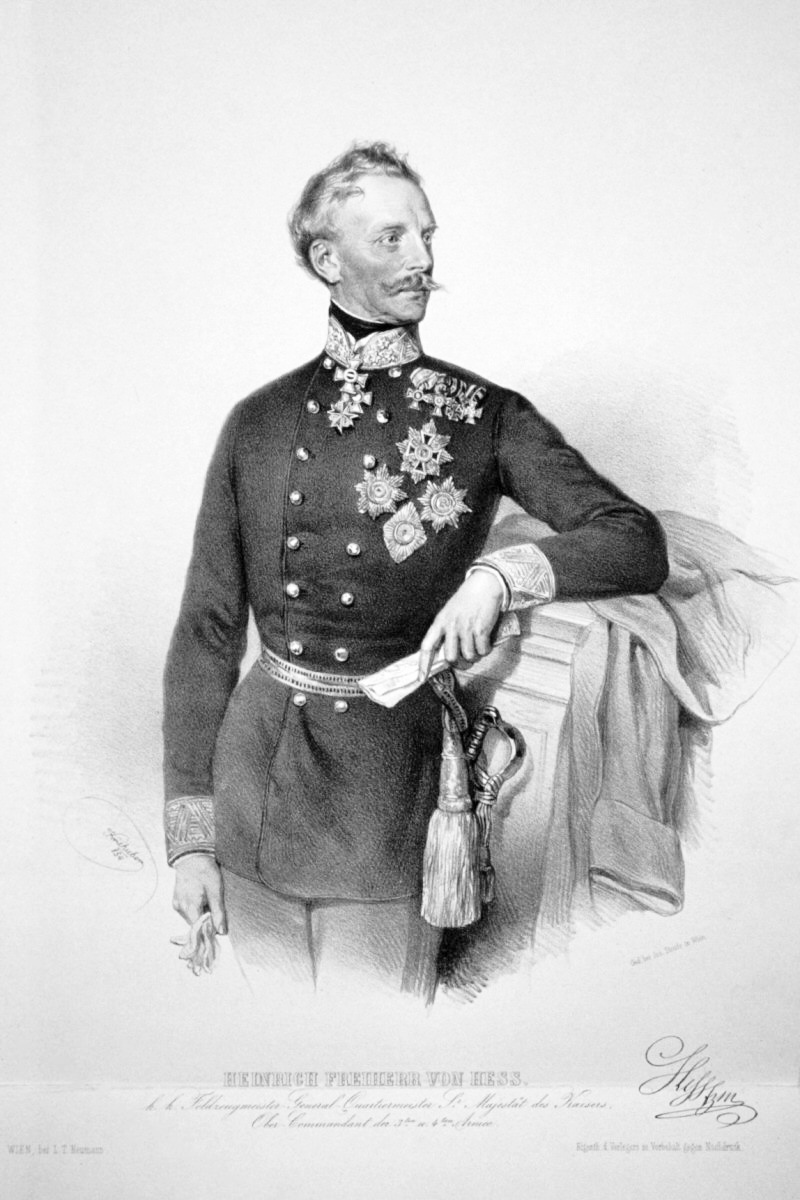
Litografia col ritratto di Heinrich von Hess nel 1854
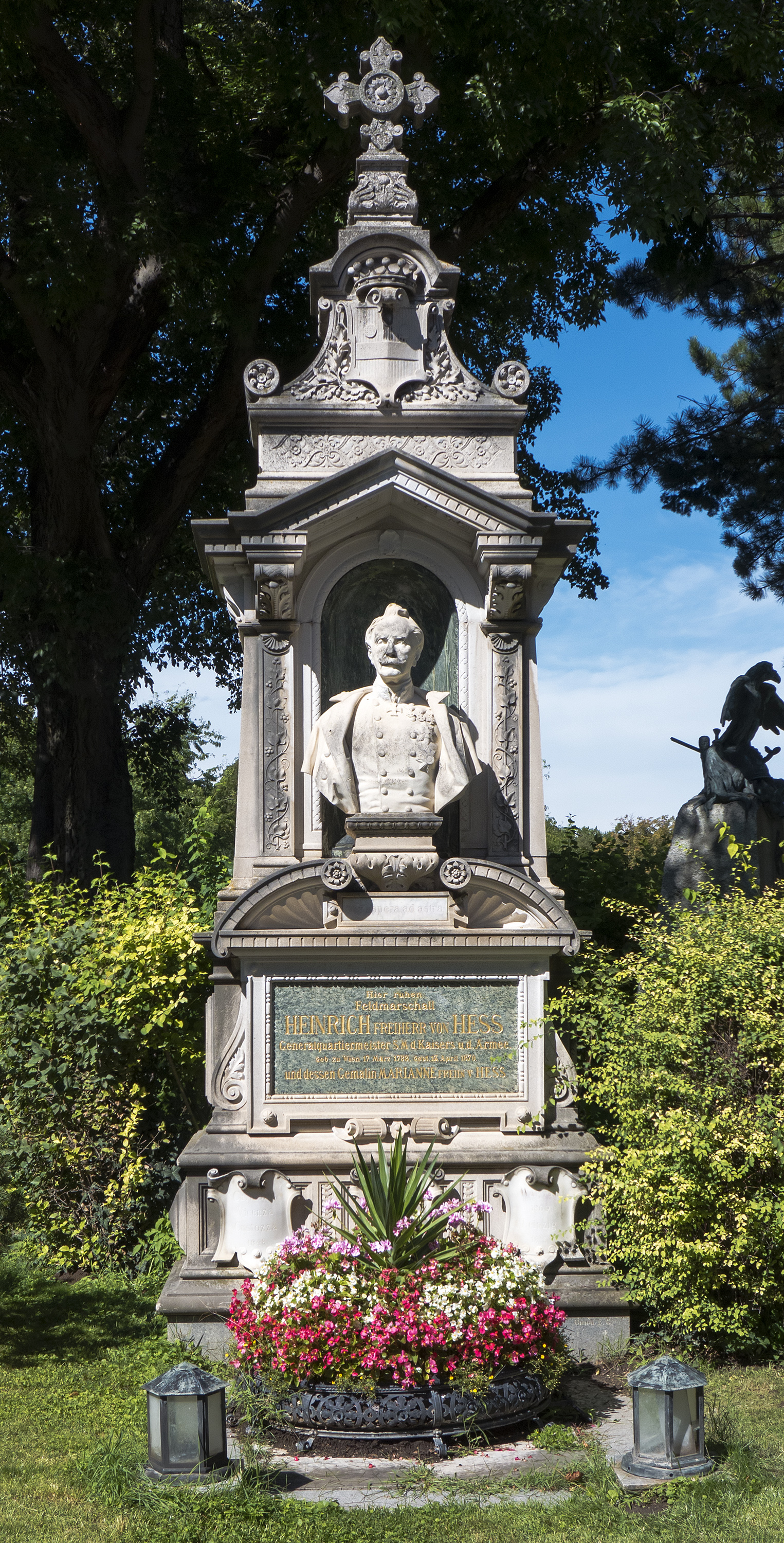
Tomba del generale von Hess nel Zentralfriedhof di Vienna
Lo stemma di Heinrich von Hess, cavaliere dell'Ordine supremo del Cristo